# Chelonaplysilla incrustans
Chelonaplysilla incrustans är en svampdjursart som först beskrevs av Carter 1876.  Chelonaplysilla incrustans ingår i släktet Chelonaplysilla och familjen Darwinellidae. Inga underarter finns listade i Catalogue of Life.